# Géographie de la Polynésie française

Carte détaillée de la Polynésie française (cliquez pour agrandir).

La Polynésie française est une collectivité d'outre-mer française située dans l'océan Pacifique, en Océanie. Elle s'étend sur 4 167 km2 émergés dispersés sur 2,5 millions de km2 pour 4 500 km de côtes. Elle se compose de 118 îles réparties entre cinq archipels : les îles Australes, l'archipel de la Société, les îles Tuamotu, les îles Gambier et les îles Marquises.

## Superficie
La superficie de la Polynésie française est de 4 167 km2 de terres émergées dispersées sur 2,5 millions de km2 de surface maritime, pour 4 500 km de côtes. Sa zone économique exclusive est de 4 793 620 km2.
À titre de comparaison, la superficie terrestre de l'Union européenne est de 4,4 millions de km2. La Polynésie française occupe ainsi une superficie maritime et terrestre équivalente a celle des 6 pays les plus étendus de l'UE réunis:
 France (métropolitaine + DROM),  Espagne,  Suède,  Allemagne,  Finlande et  Pologne.

## Situation
Tahiti est à[précision nécessaire]  :
- 3 900 km d'Auckland ;
- 4 700 km de Nouméa ;
- 5 700 km de Sydney ;
- 6 200 km de Los Angeles ;
- 7 500 km de Santiago ;
- 8 800 km de Tokyo ;
- 17 100 km de Paris.

## Composition

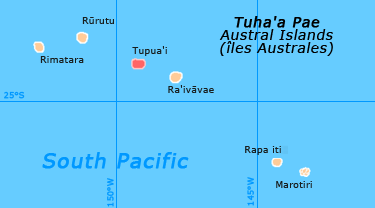
Carte des îles Australes.

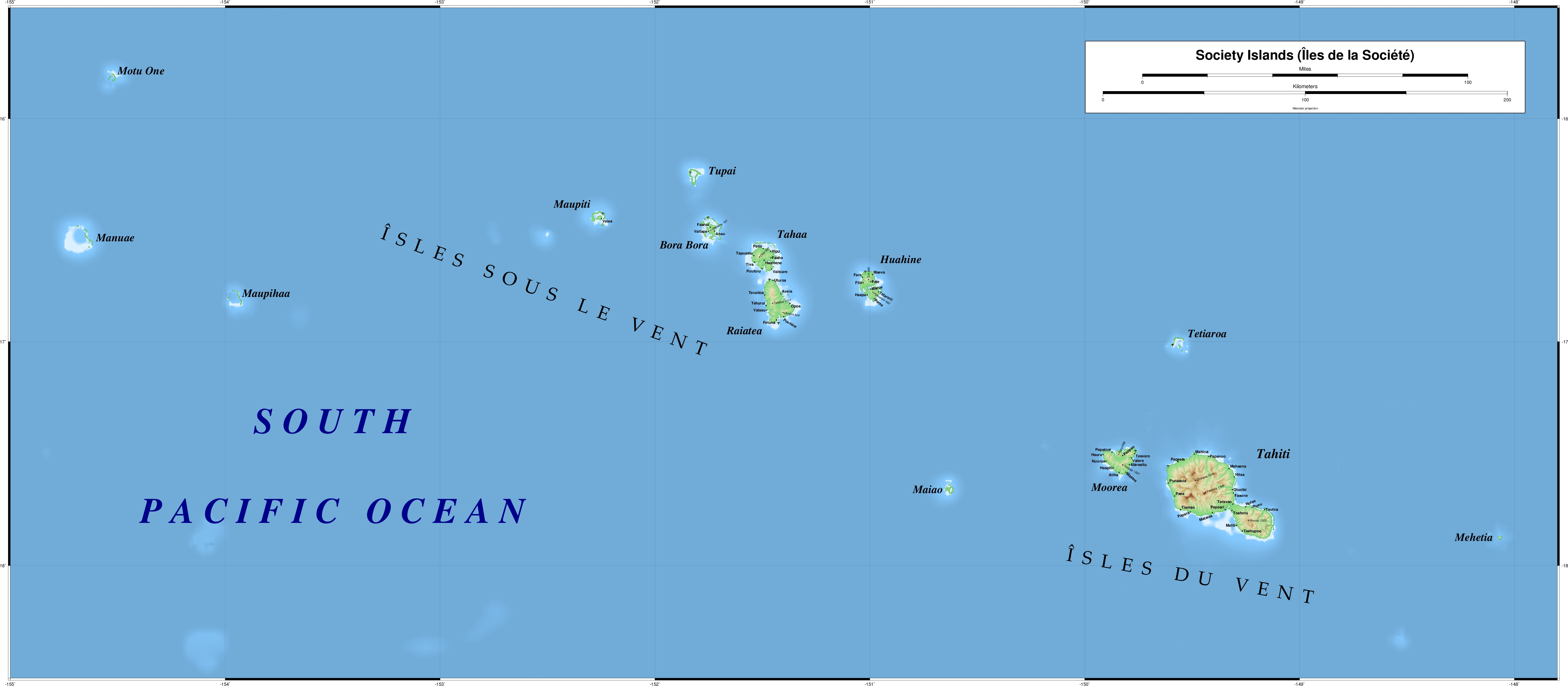
Les îles de la Société.

Les îles-Sous-le-Vent, qui font partie de l'archipel de la Société.

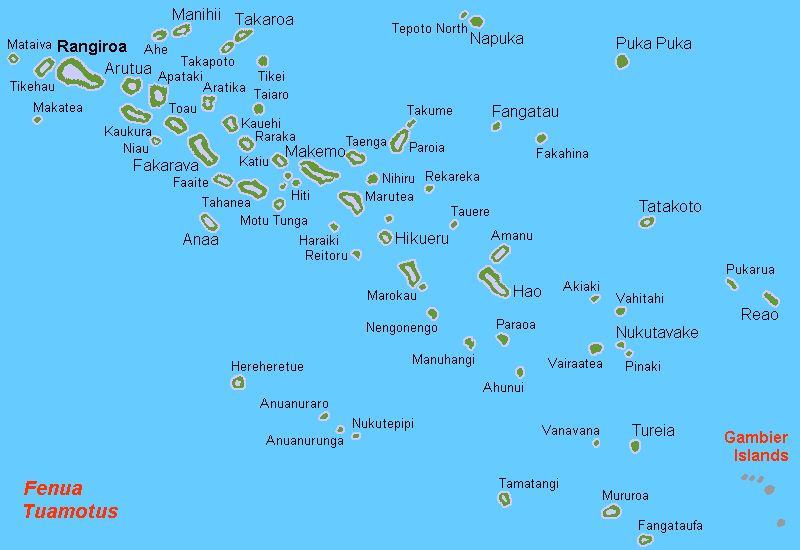
Carte des Tuamotu.

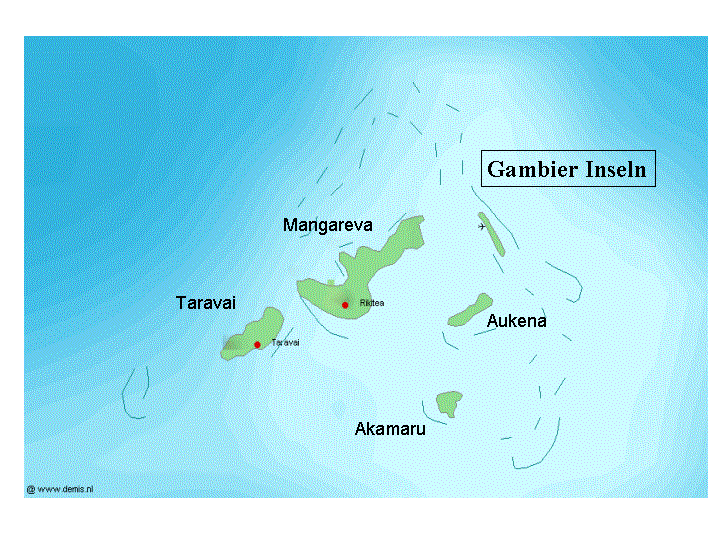
Carte des îles Gambier.

Carte des îles Marquises.

La Polynésie française se compose de 118 îles réparties en cinq archipels :
- Îles Australes :
  - Tubuai,
  - Rapa,
  - Rurutu,
  - Raivavae,
  - Rimatara,
  - îles Maria,
  - Marotiri.
- Archipel de la Société, le plus peuplé, composé :
  - Îles du Vent :
    - Tahiti,
    - Maiao,
    - les îles hautes de Mehetia,
    - Moorea,
    - l'atoll Tetiaroa.

  - Îles Sous-le-Vent :
    - Raiatea,
    - Taha'a,
    - Huahine,
    - Bora-Bora,
    - Maupiti.
- Îles Tuamotu.
- Îles Gambier.
- Îles Marquises.

## Typologie des îles
Les îles de Polynésie française sont de nature volcanique ou corallienne. Leur topographie permet de les classer en îles hautes ou basses, selon que la barrière corallienne entoure ou non un édifice volcanique. Cependant, quelques îles hautes sont des atolls soulevés.

### Les îles hautes à bordure corallienne
À Tahiti, le récif est largement séparé du volcan sur la façade ouest (récif barrière avec lagon), alors que la façade orientale présente un petit récif frangeant discontinu. Cette dissymétrie a été attribuée aux différences d’exposition aux houles : la face au vent subissant les alizés autoriserait un moindre développement du récif corallien. Mais l’influence de la tectonique n’est pas à exclure : un basculement de l’île selon un axe NW-SE expliquerait aussi pour partie cette différence. L’absence de récif sur la côte est renforce l’exposition aux aléas naturels des populations : la houle cyclonique, mais aussi le jet de rive lié aux tsunamis y sont deux à trois fois plus élevés que sur la façade occidentale (jusqu’à 3,5 m en 1960).

### Les îles hautes sans bordure corallienne
Les îles hautes sans bordure corallienne sont des côtes à falaises puissantes (350 à 400 m à Nuku Hiva, archipel des Marquises), flanquées de placages coralliens malingres mais frangées d’une plate-forme d’érosion marine étroite qui constituent le paysage, de prime abord monotone, de ce type d’île. Beaucoup de points communs avec les paysages littoraux des îles Canaries ou de Abrolhos de Bahia (Brésil) se retrouvent ici. Ua Huka est une île au climat relativement sec et la végétation littorale est des plus réduites : le paysage minéral domine alors, les tons rouge-brique l’emportant lorsque les édifices volcaniques sont relativement jeunes (0,6 à 2 Ma), le brun rouille ou le noir imposant leur austérité lorsque les édifices sont plus anciens (2,6 à 3,6 Ma).

### Les îles basses: atolls
Les îles basses sont des tables de calcaires coralliens reposant sur un haut plateau volcanique : aux Tuamotu, le plateau basaltique repose par 1 500 à 3 000 m de fond et les constructions coralliennes qui s’y appuient peuvent atteindre près de 2 000 m d’épaisseur jusqu’à la surface (Rangiroa). La couronne corallienne de l’atoll a un profil dissymétrique opposant une pente externe fortement inclinée (40 à 70°) et pavée de débris coralliens cimentés, à une cuvette plus ou moins profonde (lagon). Entre les deux, le platier corallien est composé, en coupe, d’un platier externe et d’un platier interne, séparés par des accumulations de débris coralliens (motu). En plan, les motu sont plus ou moins longilignes et souvent séparés par des passes profondes ou superficielles (hoa) qui permettent la communication des eaux océaniques et lagonaires. La tectonique lithosphérique locale influe directement sur les paysages naturels des îles basses : en contexte de soulèvement important, l’atoll est amené bien au-dessus du niveau marin et laisse place à un récif frangeant ceinturant une galette corallienne exondée : à Makatea, le soulèvement place l’ancien lagon à plus de 100 m d’altitude. Un paysage de karst tropical se développe alors rapidement, les falaises étant minées par les exutoires des eaux souterraines (endokarst).
À très grande échelle, les données océanographiques et biologiques se combinent subtilement et affectent la morphologie des platiers récifaux des atolls. La présence d’une crête algale rose sur la marge océanique du platier externe est ainsi directement liée à l’amplitude du marnage : lorsque l’amplitude des marées est faible (moins de 50 cm), la crête à algues calcaires est bien développée (Tuamotu de l’Ouest) ; lorsque cette amplitude atteint et dépasse le mètre, la crête disparaît (Tuamotu de l’Est) en raison probablement d’une trop longue période de dessiccation à marée basse.

### Un paysage d’entre-deux: le presqu’atoll
Derniers instants de vie subaérienne du volcan, le stade du presqu'atoll est un entre-deux qui illustre l’agonie de la construction volcanique subsidente ennoyée sous une carapace de corail. L'île de Clipperton en est l’exemple archétypal. Si l’enfoncement et la disparition sont inéluctables, le rythme est acceptable à l’échelle humaine et les vestiges du haut-niveau marin holocène sont encore bien perchés. À ce stade, le lagon a une emprise spatiale considérable comparée à celle des terres émergées.